# Corylus chinensis
El avellano chino (Corylus chinensis), es un caducifolio árbol nativo del oeste de China. Este árbol es considerado vulnerable debido a su rareza.

## Descripción

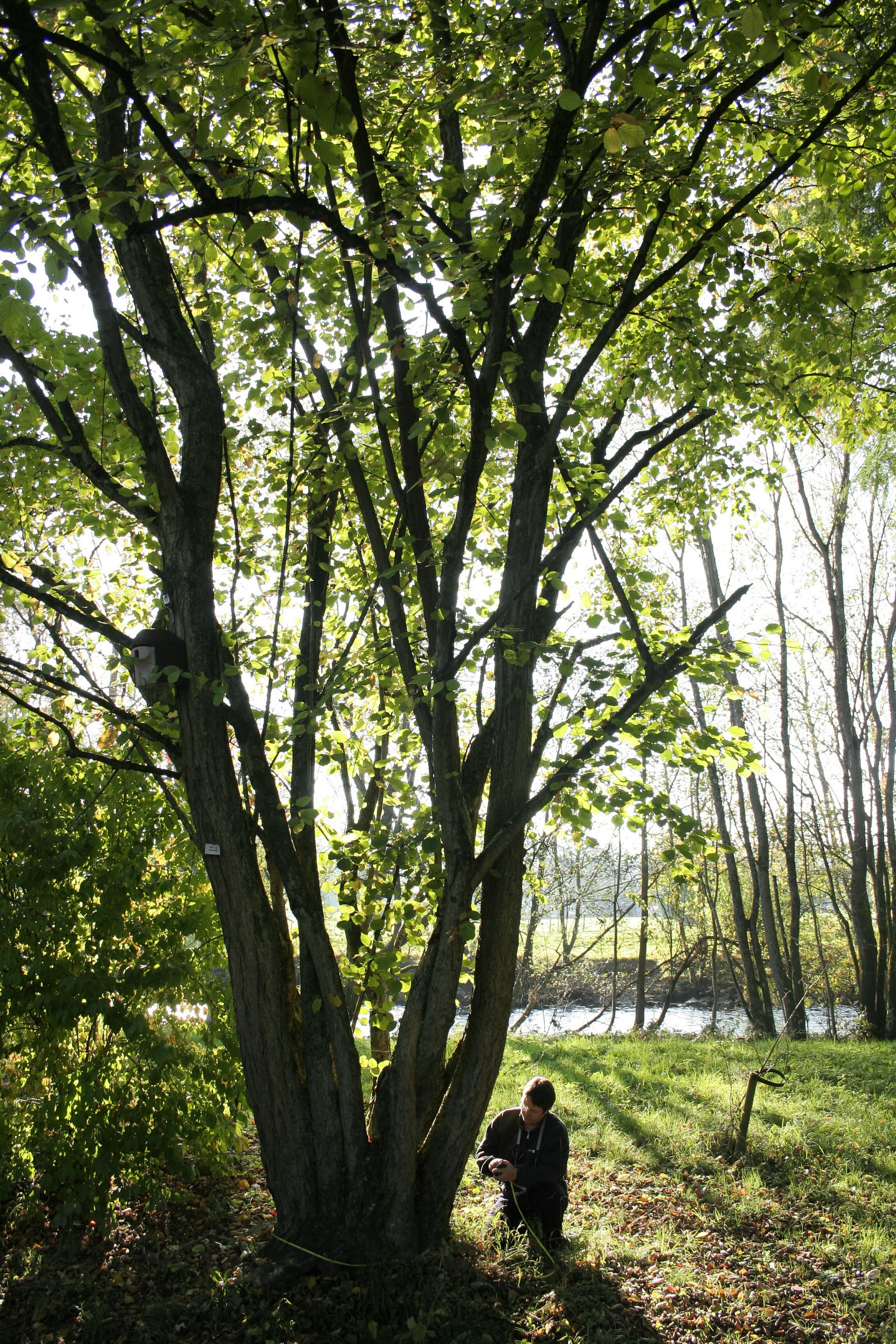
Imagen que muestra el tamaño relativo

Esta especie crece hasta 40 metros de altura. Tiene color gris-marrón, corteza fisurada, con rayas moteadas. Las ramillas son de un color púrpura-marrón, y son delgadas y poco vellosas.
Las hojas van desde ovadas a obovada-elípticas, tienen un doble dentado y un borde irregular.

## Distribución

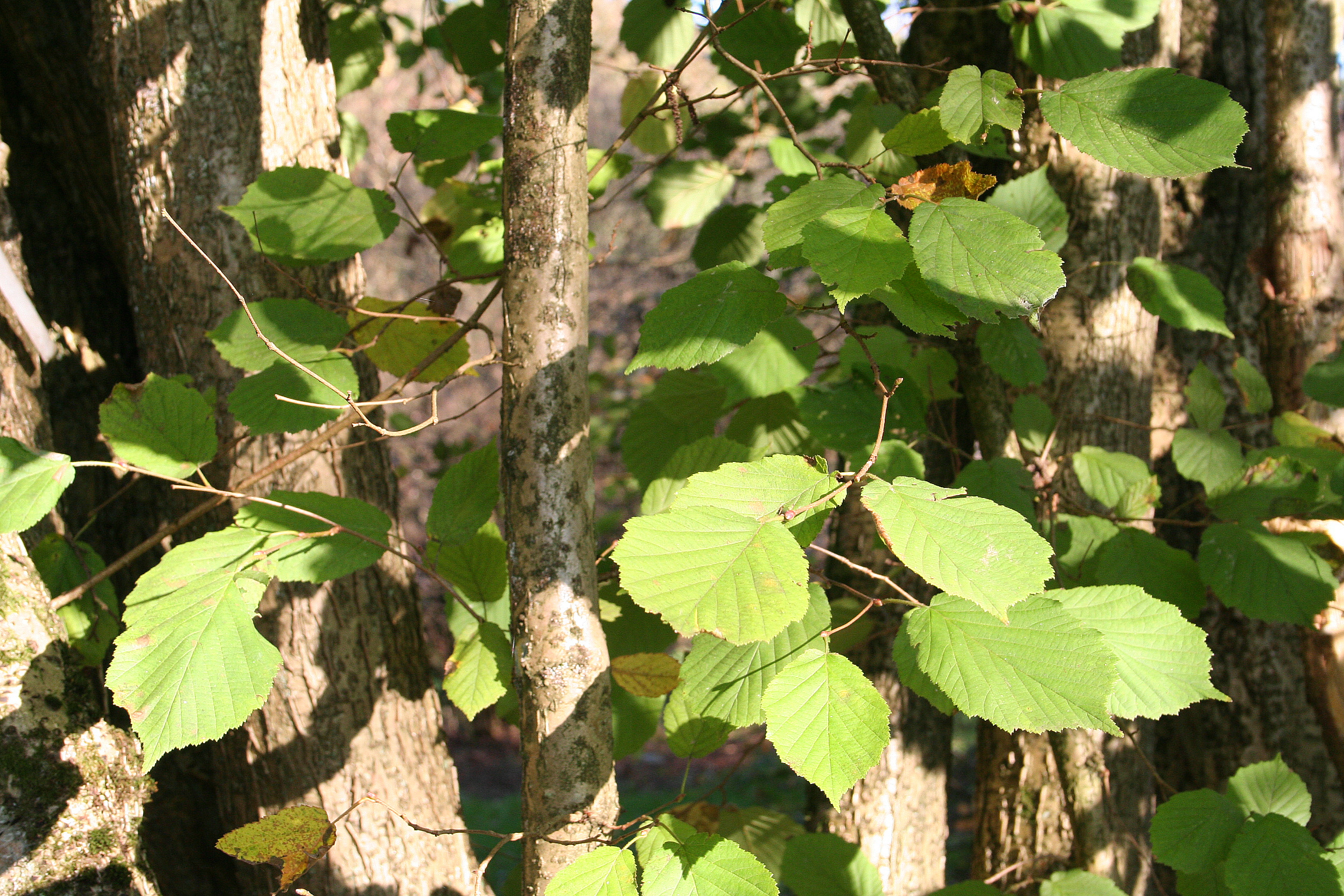
Follaje

Este árbol es originario de Henan, Hubei, Hunan, Shaanxi, Sichuan y Yunnan.
Corylus chinensis se encuentra en las laderas húmedas de los bosques en altitudes que van desde 1200 y 3500 metros.

## Usos
Tanto el aceite y las semillas de Corylus chinensis son comestibles.

## Taxonomía
Corylus chinensis fue descrito por Adrien René Franchet  y publicado en Journal de Botanique (Morot) 13(7): 197–198. 1899. La especie tipo es:
Sinonimia
- Corylus chinensis var. macrocarpa Hu
- Corylus colurna var. chinensis (Franch.) Burkill
- Corylus papyracea Hickel[7][8]